# Clarence Hammar
Karl Adolf Clarence Hammar (Solna, 23 de junho de 1899 — Haninge, 31 de dezembro de 1989) foi um velejador sueco, medalhista olímpico. Ele competiu nos Jogos Olímpicos de Verão de 1928 na classe 8 Metre e conquistou a medalha de bronze na disputa realizada a bordo do Sylvia com Tore Holm, Carl Sandblom, John Sandblom, Philip Sandblom e Wilhelm Törsleff. Nos Jogos de 1924, competiu na classe Monotype e finalizou em oitavo lugar.